# 동부주 (카메룬)

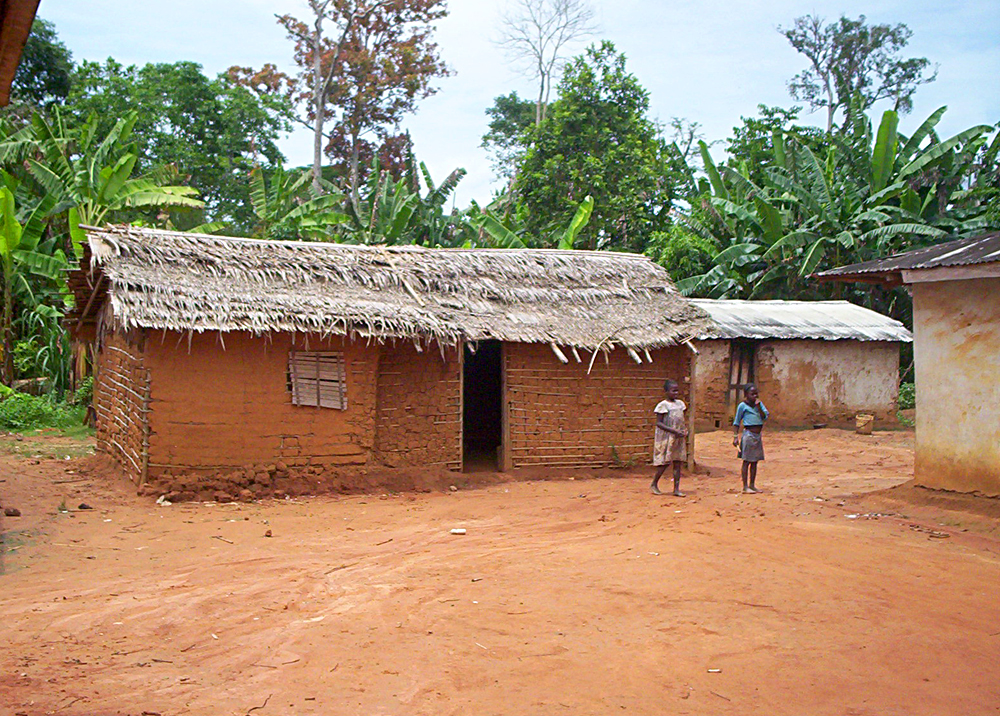
반투족의 집

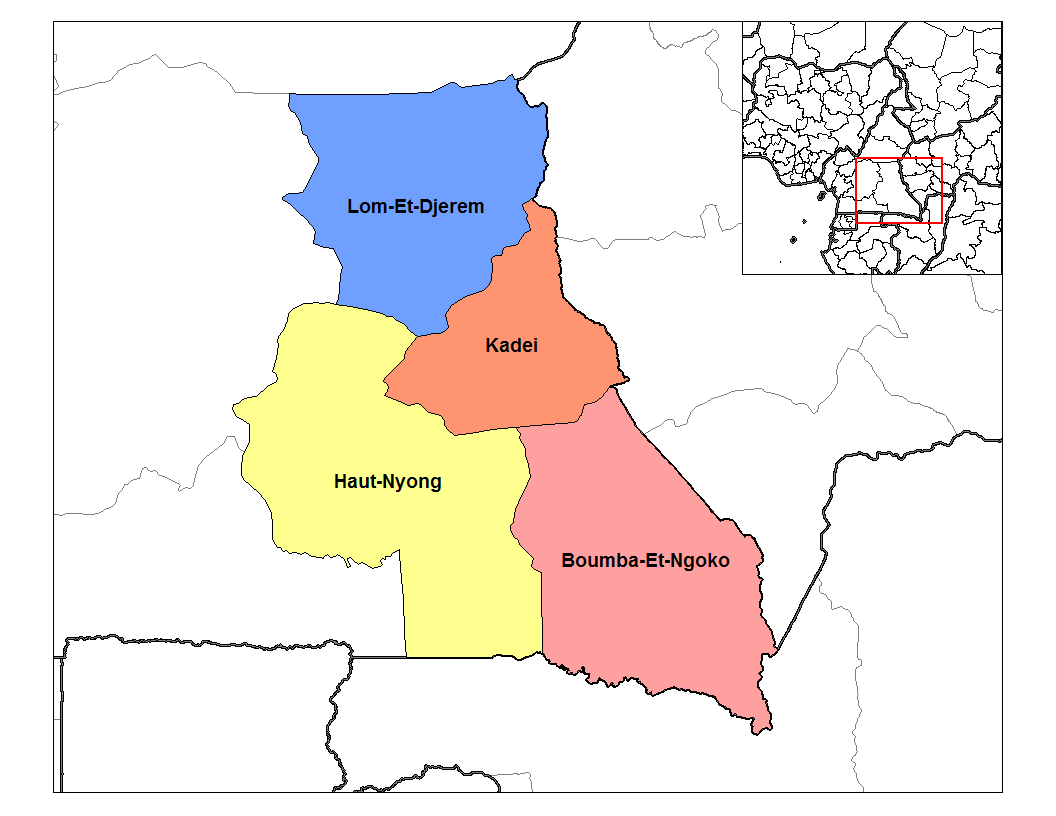
동부 주

동부주(프랑스어: Province de l'Est)는 카메룬 동부에 위치한 주로, 중앙 아프리카 공화국과 국경을 접한다. 주도는 베르투아이며 인구(1987년 조사 기준)는 517,798명(인구밀도는 5명), 면적은 109,011km2이다.

## 인구
| 연도    | 인구    | ±% p.a. |
| ------- | ------- | ------- |
| 1976    | 366,235 | —       |
| 1987    | 517,198 | +3.19%  |
| 2005    | 771,755 | +2.25%  |
| 2015    | 835,642 | +0.80%  |
| source: |         |         |